# Cyperus debilissimus
Cyperus debilissimus är en halvgräsart som beskrevs av John Gilbert Baker. Cyperus debilissimus ingår i släktet papyrusar, och familjen halvgräs. Inga underarter finns listade i Catalogue of Life.